# 指定入院医療機関
指定入院医療機関（していにゅういんいりょうきかん）とは、触法精神障害者に対する心神喪失等の状態で重大な他害行為を行った者の医療及び観察等に関する法律（医療観察法）による入院処遇を担当させるため、厚生労働大臣が指定した医療機関である（同法2条4項）。要するに、日本における高規格精神科病棟である。

## 概要
運営主体は、日本国政府、都道府県または特定地方独立行政法人（都道府県か、都道府県及び都道府県以外の地方公共団体が設立したもの）に限定されている（医療観察法16条）。入院処遇下では精神保健及び精神障害者福祉に関する法律（精神保健福祉法）の入院等に関する規定は適用されない（精神保健福祉法44条2項）。入院期間については、18か月（1年6ヶ月）を目標としている。
厚生労働省の資料によると、2005年から3年間で実際に入院する者の増加に応じ段階的に、全国で当面24か所（約700床）を確保することが必要としている。

## 指定されている医療機関
厚生労働省の「指定入院医療機関の整備状況」より
国立病院
- 北海道大学病院附属司法医療センター（北海道）
- 国立病院機構花巻病院（岩手県）
- 国立病院機構下総精神医療センター（千葉県）
- 国立精神・神経医療研究センター病院（東京都）
- 国立病院機構久里浜医療センター（神奈川県）
- 国立病院機構さいがた医療センター（新潟県）
- 国立病院機構北陸病院（富山県）
- 国立病院機構小諸高原病院（長野県）
- 国立病院機構東尾張病院（愛知県）
- 国立病院機構榊原病院（三重県）
- 国立病院機構やまと精神医療センター（奈良県）
- 国立病院機構鳥取医療センター（鳥取県）
- 国立病院機構賀茂精神医療センター（広島県）
- 国立病院機構肥前精神医療センター（佐賀県）
- 国立病院機構菊池病院（熊本県）
- 国立病院機構琉球病院（沖縄県）

都道府県立病院
- 山形県立こころの医療センター
- 福島県立ふくしま医療センターこころの杜
- 茨城県立こころの医療センター
- 栃木県立岡本台病院
- 群馬県立精神医療センター
- 埼玉県立精神医療センター
- 東京都立松沢病院
- 神奈川県立精神医療センター
- 山梨県立北病院
- 長野県立こころの医療センター駒ヶ根
- 静岡県立こころの医療センター
- 愛知県精神医療センター
- 滋賀県立精神医療センター
- 大阪精神医療センター
- 岡山県精神科医療センター
- 島根県立こころの医療センター
- 山口県立こころの医療センター
- 長崎県精神医療センター[3]
- 鹿児島県立姶良病院